# 南桜井駅 (愛知県)
南桜井駅（みなみさくらいえき）は、愛知県安城市小川町水遣にある名鉄西尾線の駅である。駅番号はGN06。

## 歴史
2008年（平成20年）6月29日に開業した、名鉄の既存路線に新駅が開業するのは空港線りんくう常滑駅以来3年ぶりであった。開業より2024年（令和6年）3月16日に河和線の加木屋中ノ池駅が開業する迄は名鉄で1番新しい駅であった。

### 年表
- 2008年（平成20年）
  - 6月21日 - 南桜井信号場開設[3]。北隣の碧海桜井駅まで複線化。
  - 6月29日 - 南桜井駅開業[1]。トランパス導入。
- 2011年（平成23年）2月11日 - ICカード乗車券「manaca」供用開始。
- 2012年（平成24年）2月29日 - トランパス供用終了。
- 2019年（平成31年）3月16日 - 急行停車駅に昇格。

## 駅構造
6両編成対応の相対式2面2線ホーム（125m）を有する地上駅。開業当初より無人駅で、駅集中管理システム（西尾駅管理）を導入している。manacaが利用可能。改札は上下線別々にあり、改札内に跨線橋や構内踏切はない。停車する列車は全て4両以下のため、ホームの一部には列車が全く停車しない。
桜井駅から当駅までは複線で、桜井駅周辺は高架化されている。当駅東側（西尾方面）にはロータリーが整備されている。
安城市の2019年（令和元年）度交通結節点整備促進事業により改札機の増設やホーム屋根の延長が実施された。

### のりば
| 番線 | 路線      | 方向 | 行先                         |
| ---- | --------- | ---- | ---------------------------- |
| 1    | GN 西尾線 | 下り | 新安城・金山・名鉄名古屋方面 |
| 2    | GN 西尾線 | 上り | 西尾・吉良吉田方面           |

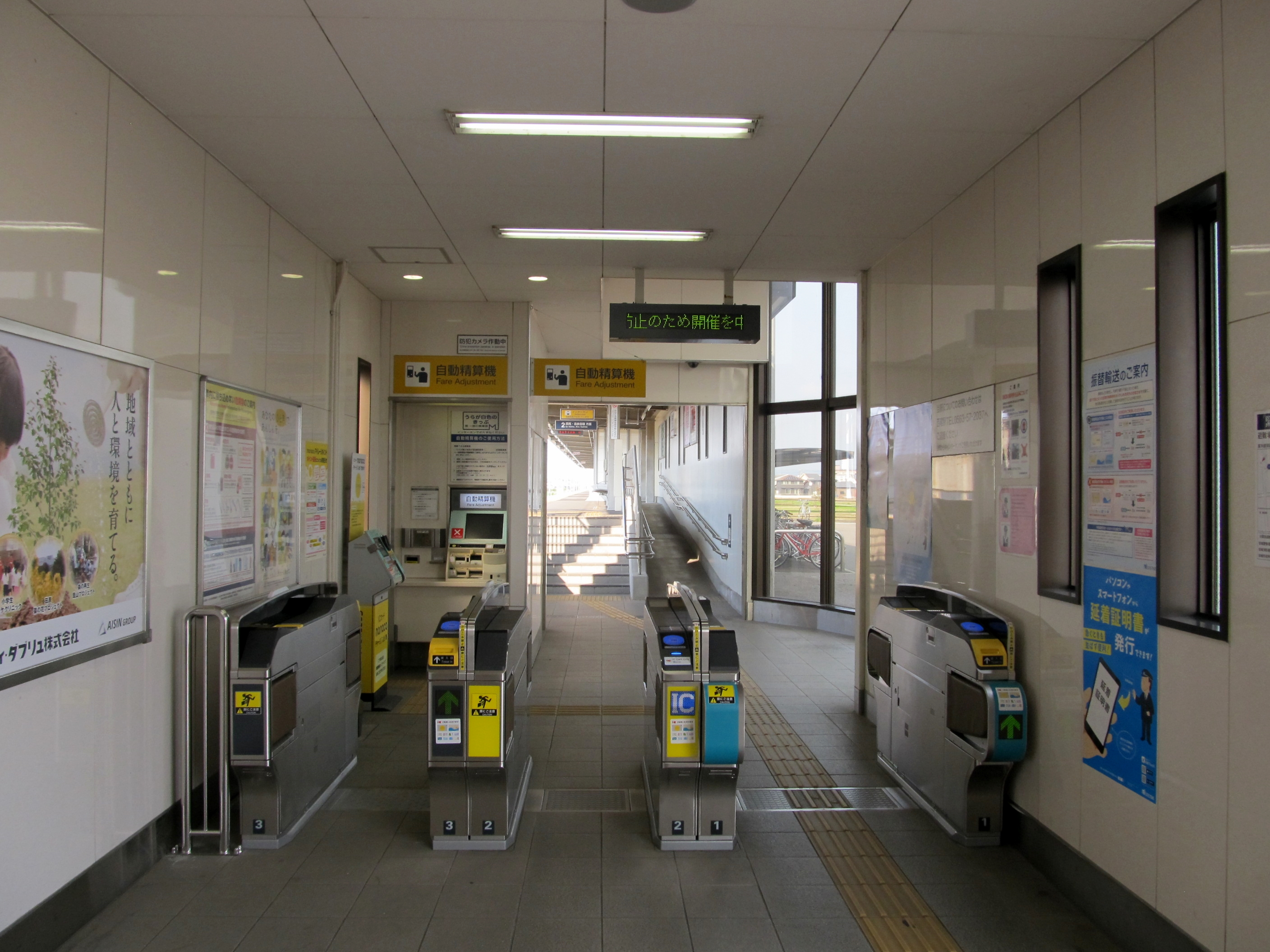
改札口
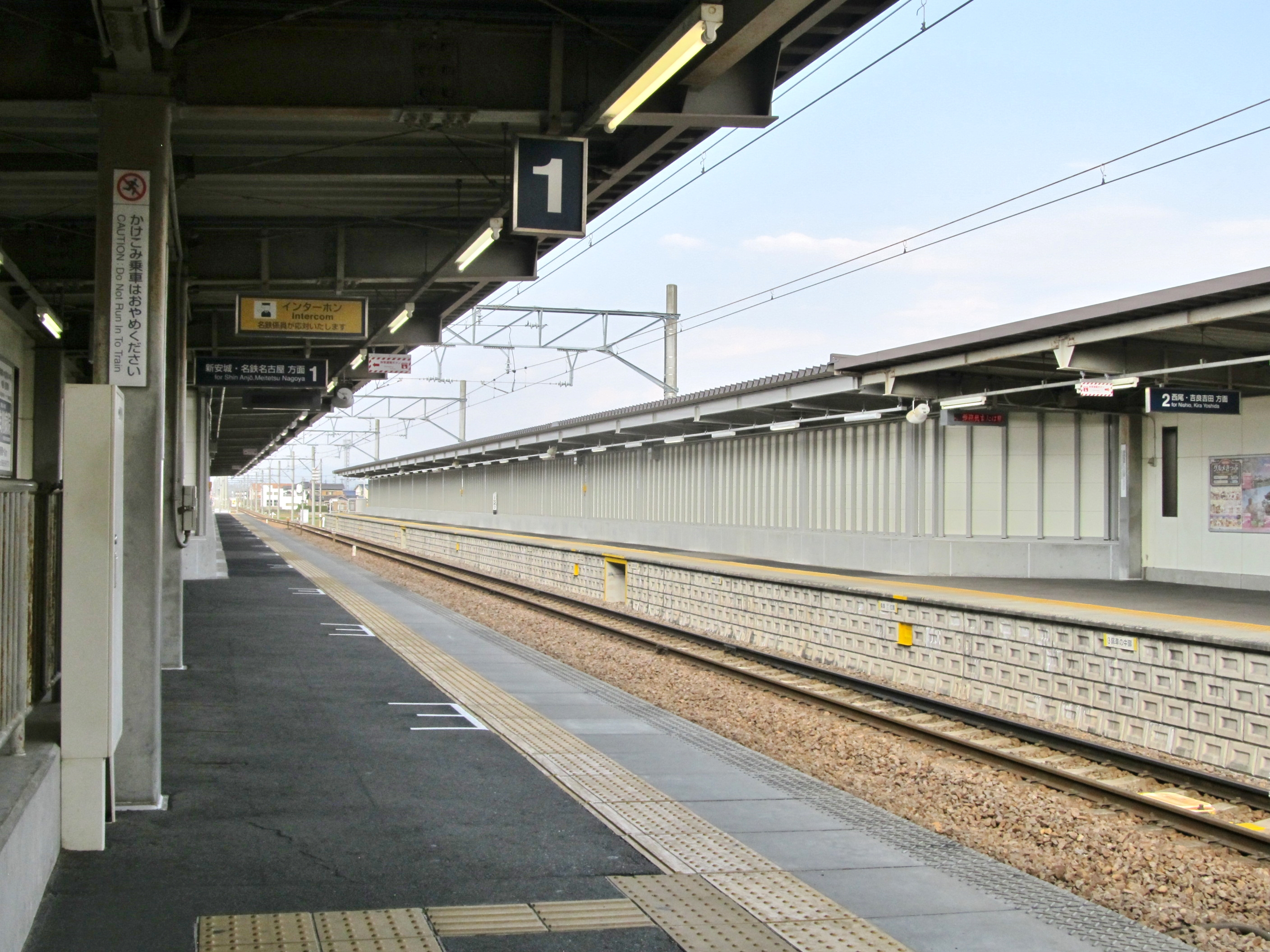
ホーム
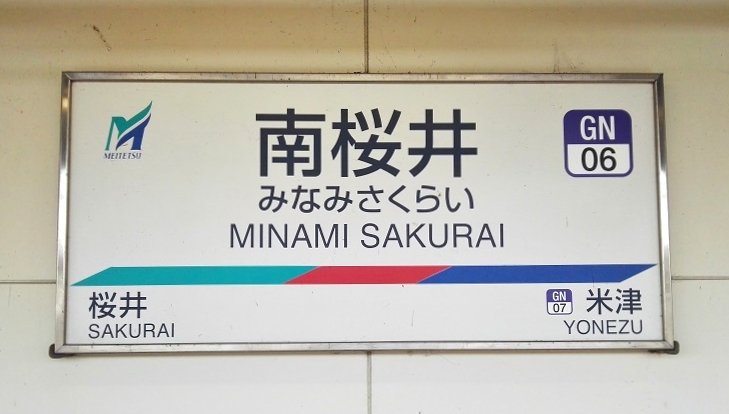
駅名標

### 配線図
| ← 新安城・ 名古屋方面 | 桜井駅 - 南桜井駅 構内配線略図 | → 西尾・ 吉良吉田方面 |
| 凡例 出典:            |                                |                       |

## 運賃特例の扱い
当駅から西ノ口駅（常滑線）と上飯田駅（小牧線）へは移転後の位置での運賃計算キロが適用されるので、他の名鉄線の駅からと比べて運賃計算キロが長かった。この特例は2024年3月15日に廃止されている。

## 利用状況
- 『名鉄120年：近20年のあゆみ』によると2013年度当時の1日平均乗降人員は2,919人であり、この値は名鉄全駅（275駅）中146位、 西尾線・蒲郡線（23駅）中6位であった[9]。

『安城の統計』各号によると、年間および一日平均の乗降人員の推移は以下の通りである。
| 年                 | 年間 乗降人員 | 年間 乗降人員 | 一日平均 乗降人員 | 一日平均 乗降人員 | 備考   |
| 年                 | 総数          | 定期          | 総数              | 定期              | 備考   |
| ------------------ | ------------- | ------------- | ----------------- | ----------------- | ------ |
| 2008（平成20）年次 | 391,163       | 299,400       | 1,330             |                   | [ 10 ] |
| 2009（平成21）年次 | 628,530       | 505,800       | 1,742             | 1,405             | [ 11 ] |
| 2010（平成22）年次 | 694,934       | 551,940       | 1,926             | 1,533             | [ 11 ] |
| 2011（平成23）年次 | 829,883       | 663,000       | 2,298             | 1,842             | [ 11 ] |
| 2012（平成24）年次 | 957,509       | 775,140       | 2,654             | 2,153             | [ 11 ] |
| 2013（平成25）年次 | 1,053,999     | 852,000       | 2,919             | 2,367             | [ 11 ] |
| 2014（平成26）年次 | 1,202,825     | 970,560       | 3,332             | 2,696             | [ 11 ] |
| 2015（平成27）年次 | 1,535,128     | 1,230,540     | 4,250             | 3,418             | [ 11 ] |
| 2016（平成28）年次 | 1,787,363     | 1,415,760     | 4,950             | 3,933             | [ 11 ] |
| 2017（平成29）年次 | 2,034,448     | 1,625,340     | 5,635             | 4,515             | [ 11 ] |
| 2018（平成30）年次 | 2,359,506     | 1,875,480     | 6,536             | 5,210             | [ 11 ] |
| 2019（令和元）年次 | 2,307,849     | 1,874,400     | 6,391             | 5,207             | [ 2 ]  |
| 2020（令和02）年次 | 1,666,425     | 1,374,960     | 4,613             | 3,819             | [ 2 ]  |
| 2021（令和03）年次 | 1,545,328     | 1,181,820     | 4,278             | 3,283             | [ 2 ]  |
| 2022（令和04）年次 | 1,542,873     | 1,202,940     | 4,274             | 3,342             | [ 2 ]  |

## 駅周辺
周辺は水田が広がっており住宅や商店は少なく、利用者の大半は後述する工場への通勤客である。安城市に位置するが、西尾市との境界にも近い。

### 主な施設
- アイシン 安城第1・第2工場
- アイシン 西尾ダイカスト工場
- イノアックコーポレーション 桜井事業所
- 安城市立桜井小学校

### バス路線
- あんくるバス
  - 安城市が運営するコミュニティバス。

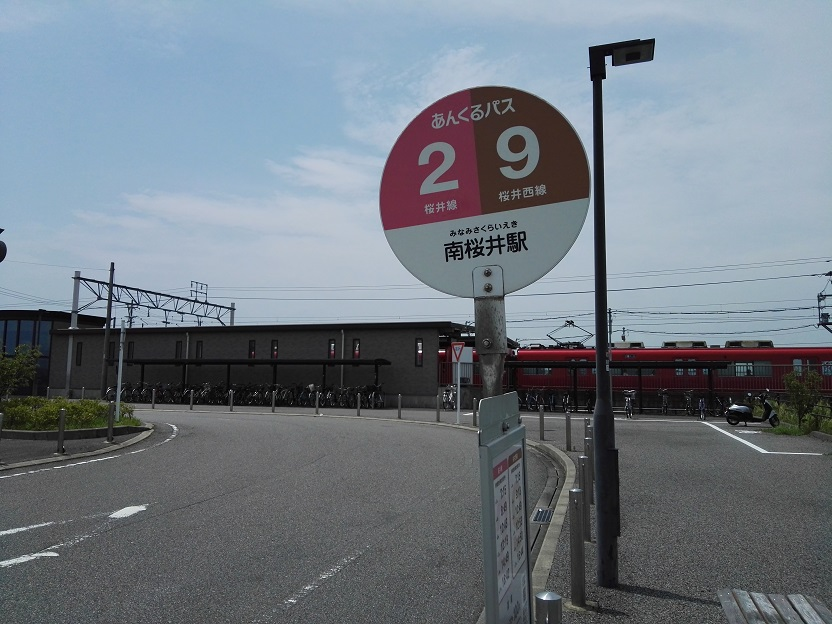
バス停と駅前ロータリー

## 隣の駅
名古屋鉄道
GN 西尾線
■特急
通過
■急行・■普通
桜井駅 (GN05) - 南桜井駅 (GN06) - 米津駅 (GN07)